# Ludismo

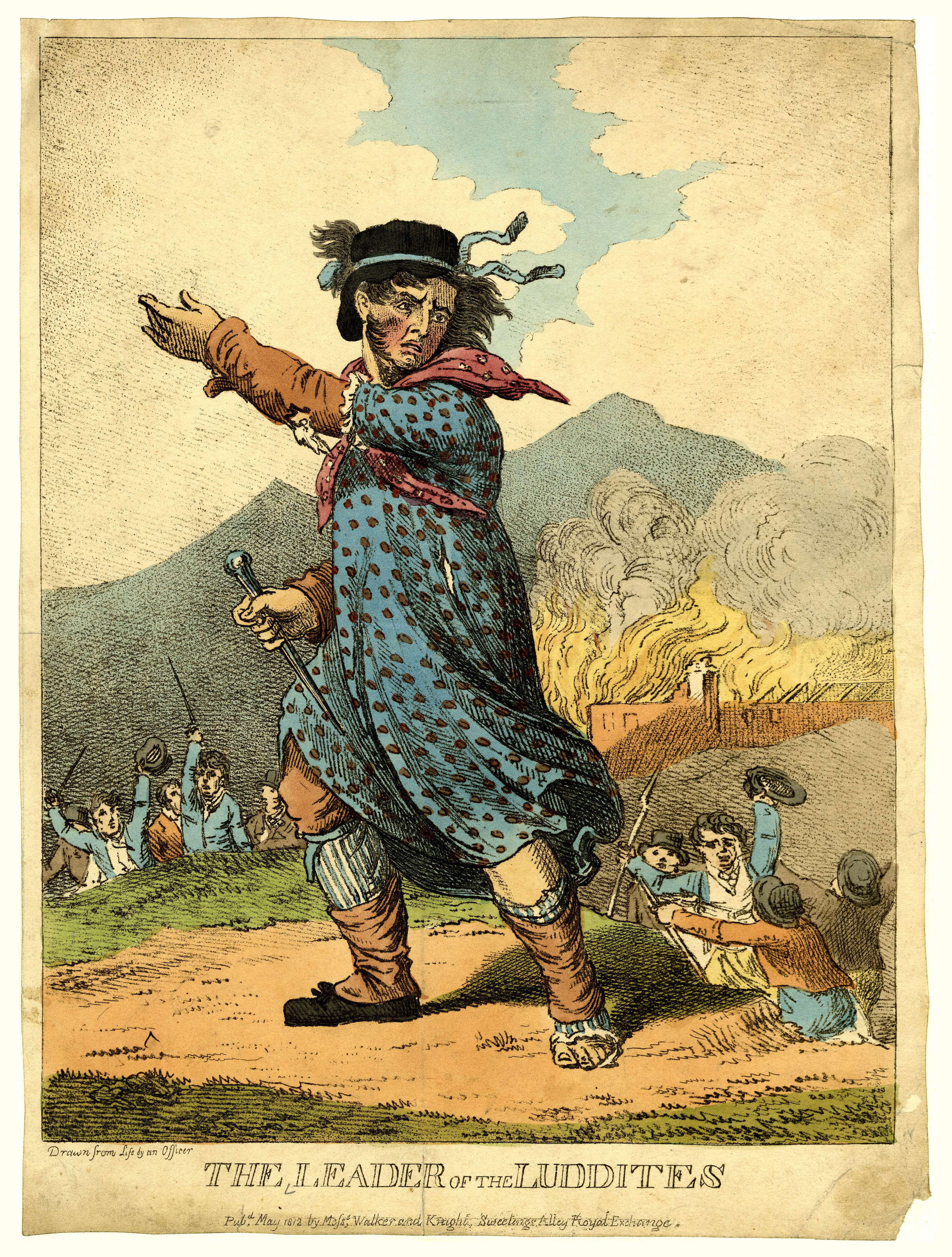
El líder de los luditas, grabado de 1813.

El ludismo fue un movimiento encabezado por artesanos ingleses en el siglo XIX, que protestaron entre los años 1811 y 1816 contra las nuevas máquinas que les remplazaban el trabajo. Los telares industriales y la máquina de hilar industrial introducidos durante la Revolución Industrial amenazaban con reemplazar a los artesanos con trabajadores menos cualificados y que cobraban salarios más bajos, dejándolos sin trabajo. 
Aunque el origen del nombre ludita es confuso, una teoría popular es que el movimiento recibió su nombre a partir de Ned Ludd, un joven que supuestamente rompió dos telares en 1779, y cuyo nombre pasó a ser emblemático para los destructores de máquinas; en el imaginario ludita el nombre evolucionó a Rey Ludd, una figura que, como Robin Hood, era famoso por vivir en el bosque de Sherwood. El historiador Eric Hobsbawm ha considerado a este movimiento de destrucción de máquinas como una forma de "negociación colectiva por disturbio", lo que sería en esta formulación una táctica utilizada en Gran Bretaña desde la Restauración, ya que la diseminación de fábricas a través del país hizo que las manifestaciones a gran escala fueran poco prácticas.

## Precedentes
El movimiento puede ser visto como parte de un creciente movimiento de descontento de la clase obrera británica a comienzos del siglo XIX. Una variante agrícola del Ludismo, que se centró en romper las máquinas trilladoras, tuvo lugar durante los Disturbios Swing de 1830 en el sur y este de Inglaterra. La investigación de Kevin Binfield y otros afirma que, dado que la acción organizada de los zurcidores había tenido lugar en diferentes momentos desde 1675, los movimientos de principios del siglo XIX deben ser vistos en el contexto de las penalidades sufridas por la clase obrera durante las Guerras Napoleónicas, antes que como una forma de aversión absoluta frente a las máquinas. Malcolm L. Thomis argumentó en su historia publicada en 1970, "Los Ludites", que sin la estructura de un sindicato, la destrucción de máquinas era solo uno de los mecanismos que los trabajadores podían utilizar para aumentar la presión sobre los empleadores, para debilitar a los trabajadores peor pagados que competían con ellos, y para crear solidaridad entre trabajadores. "Estos ataques contra las máquinas no implicaba necesariamente hostilidad frente a las máquinas como tales. La máquina era solo un objetivo conveniente contra el que un ataque podía ser llevado a cabo". El objetivo de los luditas era ganar una mejor posición negociadora con sus empleadores. No tenían miedo de la tecnología por si, pero eran "estrategas laborales".
Los aumentos espasmódicos del precio de los alimentos provocaron que los keelmen del puerto de Tyne provocaran disturbios en 1710 y los mineros del estaño saquearan los graneros de Falmouth en 1727. Hubo una rebelión en Northumberland y Durham en 1740, y destrozos de comerciantes cuáqueros de maíz en 1756. De modo más pacífico, los artesanos cualificados del textil, la construcción, la construcción de barcos, la imprenta y las cuberterías organizaron asociaciones de amigos para asegurarse frente al desempleo y la enfermedad, y en ocasiones, de modo parecido a los gremios, contra la intrusión de trabajadores "extranjeros" en sus oficios.
El movimiento ludita emergió durante el duro clima económico que se respiraba durante las guerras napoleónicas, que vieron un aumento de las difíciles condiciones laborales en las fábricas textiles. Las disensiones producidas sobre los salarios, renta de telares, cantidad de empleados en aprendizaje, y que el trabajo se realizaba con un material de menor calidad, provocó que 1811 comenzaran los altercados, lanzando a la fama la figura de Ned Ludd. El movimiento comenzó en Nottingham el 11 de marzo de 1811 y se expandió rápidamente a través de Inglaterra durante los siguientes años. Los tejedores de Handloom quemaron molinos y piezas de las máquinas de las fábricas.

## Historia

### Acciones luditas entre 1811 y 1816
Los luditas se encontraban de noche en los páramos que rodeaban las localidades industriales, donde podían practicar con taladros y otras operaciones.  Sus principales áreas de intervención fueron Nottinghamshire en noviembre de 1811, seguida de West Riding of Yorkshire a comienzos de 1812 y Lancashire en marzo de 1813. Los luditas se enfrentaron al ejército británico en Burton's Mill en Middleton y en Westhoughton Mill, ambos en Lancashire. Los rumores se extendieron en la época sobre la posibilidad de que los magistrados locales utilizaran agentes provocadores para instigar los ataques.[cita requerida] Utilizando el pseudónimo de Rey Ludd, los luditas y sus seguidores enviaban amenazas de muerte anónimas e incluso llegaron a atacar a los magistrados así como a comerciantes de alimentos.

### Incidentes aislados después de 1814
Los activistas destrozaron la máquina de cordones de Heathcote en Loughborough en 1816. Tanto él como otros industriales disponían de cámaras secretas construidas en sus edificios que podían utilizarse como escondites.
En 1817, un tejedor desempleado de Nottingham y probable exludita llamado Jeremiah Brandreth dirigió el levantamiento de Pentrich, que fue una revuelta general no relacionada con las máquinas, pero que podría ser vista como la última acción ludita importante.

### El ludismo en España
En España, una de las primeras manifestaciones de ludismo fueron los sucesos de Alcoy de 1821. También se considera una expresión ludista pionera en Cataluña la quema de la fábrica Bonaplata en Barcelona a lo largo de los motines populares conocidos como la bulla anticlerical de 1835.
En 1857, en la Fábrica de Tabacos de La Coruña, tuvo lugar la primera huelga de trabajadoras en Galicia, como protesta a la implantación de las nuevas máquinas de picar tabaco que amenazaban sus puestos de trabajo.

### Su repercusión en el campo
Aproximadamente una década después de los movimientos luditas urbanos, todo esto se trasladó al campo con la figura del Capitán Swing, teniendo su mayor auge en 1830. Las causas eran muy parecidas, los trabajadores afectados por la introducción de nuevas maquinarias como la trilladora se rebelaron contra ellas y provocaron su destrucción. De todas las acciones rebeldes que acaecieron en esta época, la protagonizada por el llamado Capitán Swing, se ocupó de enviar cartas amenazando a los empleadores y provocó varios incendios en fincas, graneros, etc. Estos actos fueron más virulentos y tuvieron más repercusión que la propia destrucción de las máquinas.

## En el pensamiento contemporáneo
El nombre ludita desarrolló un segundo significado: un "ludita" describe a aquellos opuestos a, o que tardan en adoptar o incorporar en su estilo de vida, la industrialización, automatización, computarización o las nuevas tecnologías en general.
Más recientemente, el término neoludismo ha surgido para describir la oposición a múltiples formas de tecnología. De acuerdo al manifiesto elaborado por el Segundo Congreso Ludita en abril de 1996 en Ohio, EE. UU., el neoludismo es "un movimiento sin líderes de resistencia pasiva al consumismo y a las tecnologías cada vez más extrañas y amenazadoras de la Edad Computarizada".
Algunos economistas aplican el término falacia ludita a la noción de que el desempleo tecnológico lleva al paro estructural (y es por lo tanto dañino desde un punto de vista macroeconómico). Si una innovación tecnológica resulta en una reducción de las entradas (inputs en inglés) de trabajo necesarios para producir en un determinado sector, entonces los costes industriales de producción caerán, lo que reduce competitivamente el precio y aumenta el punto de equilibrio de oferta que, teóricamente, requerirá de un incremento en los inputs de fuerza de trabajo agregados.